# فرد ماسترد ستيوارت
فرد ماسترد ستيوارت (بالإنجليزية: Fred Mustard Stewart)‏ (17 سبتمبر 1932، مدينة اندرسون في الولايات المتحدة - 7 فبراير 2007، نيويورك في الولايات المتحدة)؛ روائي أمريكي.

## روابط خارجية
- فرد ماسترد ستيوارت على موقع IMDb (الإنجليزية)
- فرد ماسترد ستيوارت على موقع قاعدة بيانات الفيلم (الإنجليزية)